# Antonio Gastone d'Orléans-Braganza
Antonio Gastone Filippo Francesco d'Assisi Maria Michele Gabriel Raffaele Gonzaga d'Orleans e Braganza, principe del Brasile (portoghese: Antônio Gastao de Orléans e Bragança familiarmente chiamato "Totó"; Parigi, 9 agosto 1881 – Edmonton, 29 novembre 1918), è stato un militare e aviatore brasiliano naturalizzato francese.

## Biografia
Antonio nacque a Parigi, terzo e ultimo figlio di Isabella, principessa imperiale del Brasile, e del marito Gastone d' Orléans, conte d'Eu. In famiglia lo chiamavano affettuosamente "Toto".
Dopo che suo nonno venne deposto con un colpo di Stato militare in Brasile, lui e la sua famiglia furono mandati in esilio in Europa. Fin da bambino soffrì di bronchite cronica. Studiò a Parigi, e alla Accademia Militare Teresiana di Wiener Neustadt, in Austria. Dopo gli studi, raggiunse il grado di tenente negli ussari imperial-regi (1908-1914).
Allo scoppio della prima guerra mondiale, servì nelle forze armate dell'Impero britannico.
Antonio fu incaricato come tenente della Royal Canadian Dragoni e collegato al Royal Flying Corps come pilota e ufficiale dei servizi segreti. Ricevette la croce di guerra nel 1915, e fu promosso capitano nel 1918. Fu aiutante di campo del generale John Seely, nonché comandante della brigata di cavalleria canadese (1917-1918).

## Morte
Morì per le ferite riportate in un incidente aereo a Edmonton, Londra, poco dopo la fine della guerra. I suoi resti sono stati collocati nella Cappella Reale di Dreux.

## Ascendenza
|                                           |                          |                                           | Genitori                                            |  |  | Nonni |  |  | Bisnonni                    |  |  | Trisnonni                               |  |
|                                           |                          |                                           |                                                     |  |  |       |  |  | 8. Luigi Filippo di Francia |  |  | 16. Luigi Filippo II di Borbone-Orléans |  |
|                                           |                          |                                           |                                                     |  |  |       |  |  | 8. Luigi Filippo di Francia |  |  | 16. Luigi Filippo II di Borbone-Orléans |  |
|                                           |                          | 17. Luisa Maria Adelaide di Borbone       |                                                     |  |  |       |  |  | 8. Luigi Filippo di Francia |  |  |                                         |  |
| 4. Luigi d'Orléans                        |                          |                                           |                                                     |  |  |       |  |  | 8. Luigi Filippo di Francia |  |  |                                         |  |
|                                           |                          | 9. Maria Amalia di Borbone-Due Sicilie    | 18. Ferdinando I delle Due Sicilie                  |  |  |       |  |  |                             |  |  |                                         |  |
|                                           |                          | 9. Maria Amalia di Borbone-Due Sicilie    | 18. Ferdinando I delle Due Sicilie                  |  |  |       |  |  |                             |  |  |                                         |  |
|                                           |                          | 9. Maria Amalia di Borbone-Due Sicilie    | 19. Maria Carolina d'Asburgo-Lorena                 |  |  |       |  |  |                             |  |  |                                         |  |
| 2. Gastone d'Orléans                      |                          | 9. Maria Amalia di Borbone-Due Sicilie    |                                                     |  |  |       |  |  |                             |  |  |                                         |  |
|                                           |                          | 10. Ferdinando di Sassonia-Coburgo-Koháry | 20. Francesco Federico di Sassonia-Coburgo-Saalfeld |  |  |       |  |  |                             |  |  |                                         |  |
|                                           |                          | 10. Ferdinando di Sassonia-Coburgo-Koháry | 20. Francesco Federico di Sassonia-Coburgo-Saalfeld |  |  |       |  |  |                             |  |  |                                         |  |
|                                           |                          | 10. Ferdinando di Sassonia-Coburgo-Koháry | 21. Augusta di Reuss-Ebersdorf                      |  |  |       |  |  |                             |  |  |                                         |  |
| 5. Vittoria di Sassonia-Coburgo-Koháry    |                          | 10. Ferdinando di Sassonia-Coburgo-Koháry |                                                     |  |  |       |  |  |                             |  |  |                                         |  |
|                                           |                          | 11. Maria Antonia di Koháry               | 22. Ferenc József di Koháry                         |  |  |       |  |  |                             |  |  |                                         |  |
|                                           |                          | 11. Maria Antonia di Koháry               | 22. Ferenc József di Koháry                         |  |  |       |  |  |                             |  |  |                                         |  |
|                                           |                          | 11. Maria Antonia di Koháry               | 23. Maria Antonia von Waldstein zu Wartenberg       |  |  |       |  |  |                             |  |  |                                         |  |
| 1. Antonio Gastone d'Orléans-Braganza     |                          | 11. Maria Antonia di Koháry               |                                                     |  |  |       |  |  |                             |  |  |                                         |  |
|                                           | 12. Pietro I del Brasile | 24. Giovanni VI del Portogallo            |                                                     |  |  |       |  |  |                             |  |  |                                         |  |
|                                           | 12. Pietro I del Brasile | 24. Giovanni VI del Portogallo            |                                                     |  |  |       |  |  |                             |  |  |                                         |  |
|                                           | 12. Pietro I del Brasile | 25. Carlotta Gioacchina di Borbone-Spagna |                                                     |  |  |       |  |  |                             |  |  |                                         |  |
| 6. Pietro II del Brasile                  | 12. Pietro I del Brasile |                                           |                                                     |  |  |       |  |  |                             |  |  |                                         |  |
|                                           |                          | 13. Maria Leopoldina d'Asburgo-Lorena     | 26. Francesco II d'Asburgo-Lorena                   |  |  |       |  |  |                             |  |  |                                         |  |
|                                           |                          | 13. Maria Leopoldina d'Asburgo-Lorena     | 26. Francesco II d'Asburgo-Lorena                   |  |  |       |  |  |                             |  |  |                                         |  |
|                                           |                          | 13. Maria Leopoldina d'Asburgo-Lorena     | 27. Maria Teresa di Borbone-Due Sicilie             |  |  |       |  |  |                             |  |  |                                         |  |
| 3. Isabella del Brasile                   |                          | 13. Maria Leopoldina d'Asburgo-Lorena     |                                                     |  |  |       |  |  |                             |  |  |                                         |  |
|                                           |                          | 14. Francesco I delle Due Sicilie         | 28. Ferdinando I delle Due Sicilie (= 18)           |  |  |       |  |  |                             |  |  |                                         |  |
|                                           |                          | 14. Francesco I delle Due Sicilie         | 28. Ferdinando I delle Due Sicilie (= 18)           |  |  |       |  |  |                             |  |  |                                         |  |
|                                           |                          | 14. Francesco I delle Due Sicilie         | 29. Maria Carolina d'Asburgo-Lorena (= 19)          |  |  |       |  |  |                             |  |  |                                         |  |
| 7. Teresa Cristina di Borbone-Due Sicilie |                          | 14. Francesco I delle Due Sicilie         |                                                     |  |  |       |  |  |                             |  |  |                                         |  |
|                                           |                          | 15. Maria Isabella di Borbone-Spagna      | 30. Carlo IV di Spagna                              |  |  |       |  |  |                             |  |  |                                         |  |
|                                           |                          | 15. Maria Isabella di Borbone-Spagna      | 30. Carlo IV di Spagna                              |  |  |       |  |  |                             |  |  |                                         |  |
|                                           |                          | 15. Maria Isabella di Borbone-Spagna      | 31. Maria Luisa di Borbone-Parma                    |  |  |       |  |  |                             |  |  |                                         |  |
|                                           |                          | 15. Maria Isabella di Borbone-Spagna      |                                                     |  |  |       |  |  |                             |  |  |                                         |  |